# Casa Burghardt
A Casa Burghardt é um edifício histórico, construído em 1902, pelo arquiteto Reinhold Roenick a pedido do comerciante alemão, Harry Hundt para fins comerciais e residência própria. A casa localiza-se na cidade de Itajaí, no estado de Santa Catarina. Tombado pela Fundação Catarinense de Cultura (FCC), na data de 23 de novembro de 2001, sob o processo de nº 166/2000.
Atualmente abriga uma Galeria Municipal de Artes.

## História
Em 1902, Harry Hundt e sua esposa Mathilde Bauer Hundt, imigrantes alemães, com intuito estabelecer residência e abrir um comércio de secos e molhados na cidade de Itajaí, solicitou ao arquiteto Reinhold Roenick a construção de um imóvel com duas fachadas.
Mathilde Bauer Hundt casou-se com Nicolau Burghardt, após a morte de seu primeiro marido, e a edificação passou a ser conhecida como Casa Burghardt até os dias atuais.
Em 1970, 15 anos após a morte de Mathilde, os seus herdeiros venderam a casa para o Grupo Votorantim.
Em 1996, o Grupo Votorantim doou a Casa Burghardt ao município de Itajaí.
Entre 1997 e 2014, a casa abrigou a Sede da Fundação Cultural de Itajaí e a Galeria Municipal de Arte. Em 2014, foi avaliado que a casa precisava ser restaurada e a Fundação Cultural de Itajaí mudou para outro local e a Galeria de Artes foi fechada. Sem um prazo definido para o início do restauro, um grupo de artistas protestaram e a galeria de artes voltou a funcionar no primeiro pavimento e pavimento superior permaneceu interditado.
Em 2019, após o restauro, a Casa Burghardt reabriu com a galeria de arte Dinyz Domingos e em 2021, abriu licitação para a ocupação dos espaços na casa.

## Arquitetura
De arquitetura eclética, construída em 1902, possui dois pavimentos e um sótão. Na época, o primeiro pavimento foi destinado ao comércio e sua ornamentação foi trabalhada com argamassa imitando uma parede em pedra e o pavimento superior destinado a residência, foi ornamentado com quatro pilastras iguais e o sótão foi ornamentado com frontões de estilo barroco germânico, nos quatro lados da casa.